# Жарылгап
Жарылгап (каз. Жарылғап, до 2011 г. — Первое Мая) — село в Баянаульском районе Павлодарской области Казахстана. Входит в состав Куркелинского сельского округа. Расположено примерно в 40 км к югу от Баянаула. Код КАТО — 553647800.

## Население
В 1999 году население села составляло 306 человек (161 мужчина и 145 женщин). По данным переписи 2009 года, в селе проживало 200 человек (108 мужчин и 92 женщины).